# Loppersum
Loppersum é um município dos Países Baixos, situado na província de Groninga. Tem 111,99 km² de área e sua população em 2020 foi estimada em 9.477 habitantes.